# Eugénie Puricelli

Die an Tuberkulose erkrankte Eugénie Puricelli (links im Bild) und ihre Schwester Franziska

Eugénie Puricelli (* 1840 in Rheinböllen im Hunsrück; † 1862 ebenda) war eine deutsche Stifterin aus der Industriellenfamilie Puricelli. Nach ihrem frühen Tod im Alter von nur 21 Jahren wurde aus ihrem Nachlass und zu ihrer Erinnerung das Puricelli-Stift in Rheinböllen gegründet.

## Familie
Eugénie Puricelli wurde 1840 in Rheinböllerhütte geboren, das zu Rheinböllen im Rhein-Hunsrück-Kreis in Rheinland-Pfalz gehört. Ihr Urgroßvater Giacomo Antonio Puricelli (* 1719) war um 1750 vom Comer See in Italien nach Deutschland eingewandert. Ihr Großvater Carl I. Wilhelm Anton Puricelli (1766–1805) hatte 1791 Magarethe Utsch geheiratet, die die Erbin des Eisenwerks Rheinböllerhütte war.
Eugénies Eltern waren Eugenia (geborene Traschier, 1807–1873) und Heinrich I. Puricelli (1797–1876), der gemeinsam mit seinen Brüdern Friedrich Ludwig (1792–1880) und Carl II. Theodor (1794–1872) Eigentümer der Rheinböllerhütte war. Eugénie (genannt Jenny) hatte zwei Geschwister: den Bruder Eduard (1826–1893) und die Schwester Franziska (genannt Fanny, 1830–1896).

## Leben
Die Kinder der streng katholischen, wohlhabenden Unternehmerfamilie wuchsen in Rheinböllerhütte auf. Eugénie erkrankte schon in jungen Jahren an Tuberkulose und wurde bis zu ihrem Tod im Alter von nur 21 Jahren von ihrer Schwester Franziska gepflegt. Eugénie Puricelli bestimmte, dass ihre Geschwister und ihre Eltern unter anderem ihren Erbteil zur Gründung des Puricelli-Stifts in Rheinböllen verwenden sollen, für das ab 1862 zunächst ein Waisenhaus errichtet wurde. 1887 und 1888 kamen ein Krankenhaus und eine Kapelle hinzu. Über dem Hauptportal der Kapelle sind Eugénie und Franziska Puricelli gemeinsam mit der Muttergottes und dem Jesuskind abgebildet.
Eugénie Puricelli starb 1862 im Alter von nur 21 Jahren in Rheinböllen.